# Torresian halción
A Torresian halción (Todiramphus sordidus) a madarak osztályának szalakótaalakúak (Coraciiformes) rendjébe, ezen belül a jégmadárfélék (Alcedinidae) családjába tartozó faj.
Magyar neve forrással nincs megerősítve.

## Rendszerezése
A fajt John Gould angol ornitológus írta le 1842-ben. Besorolása vitatott, egyes szervezetek szerint az örvös halción (Todiramphus chloris) alfaja Todiramphus chloris sordidus néven.

## Előfordulása
Ausztrália északi részén, Új-Guinea déli részén, Indonézia, Pápua Új-Guinea területén, valamint az Aru-szigeteken honos.

## Alfajai
- Todiramphus sordidus sordidus (Gould, 1842) – Aru-szigetek és Ausztrália északi és északkeleti partvidéke
- Todiramphus sordidus pilbara (Johnstone, 1983) – Ausztrália északnyugati partvidéke
- Todiramphus sordidus colcloughi (Mathews, 1916) - Közép-Ausztrália keleti fele

## Külső hivatkozások
- Képek az interneten a fajról
- Xeno-canto.org - a faj hangja és elterjedési területe